# 西霍尔
西霍尔（Sihor），是印度古吉拉特邦Bhavnagar县的一个城镇。总人口46943（2001年）。

## 人口
该地2001年总人口46943人，其中男性24993人，女性21950人；0—6岁人口6577人，其中男3574人，女3003人；识字率66.12%，其中男性为73.57%，女性为57.64%。